# Seilwinde

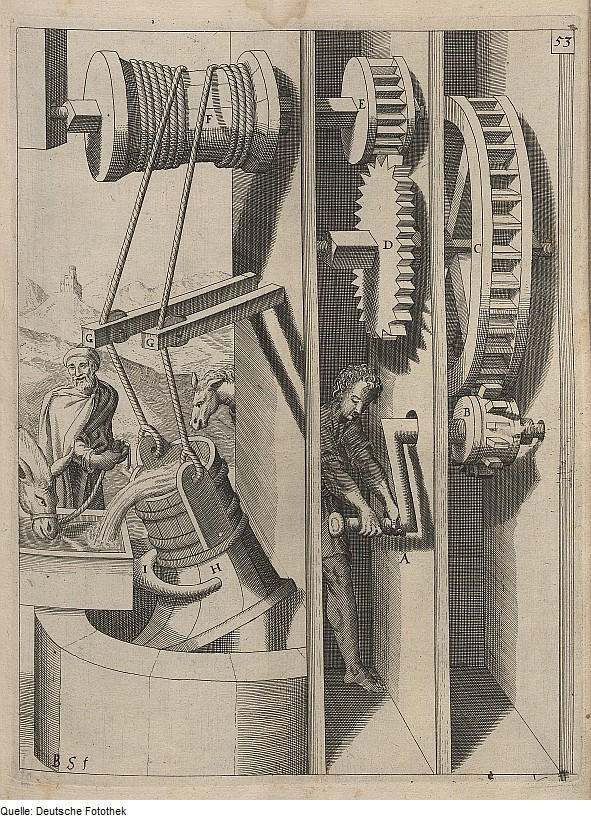
Seilwinde mit Übersetzung (1623)

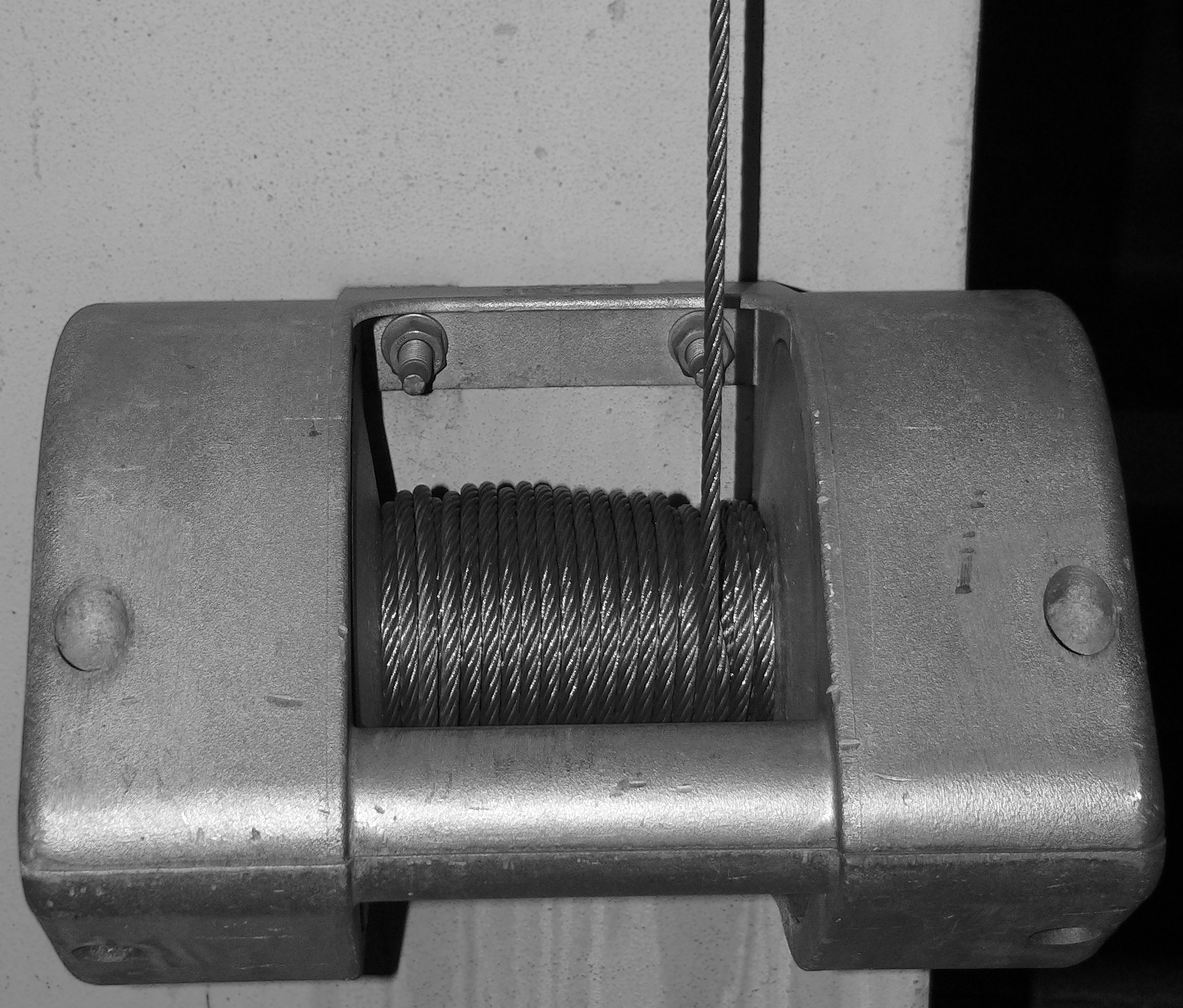
Einfache elektrische Seilwinde

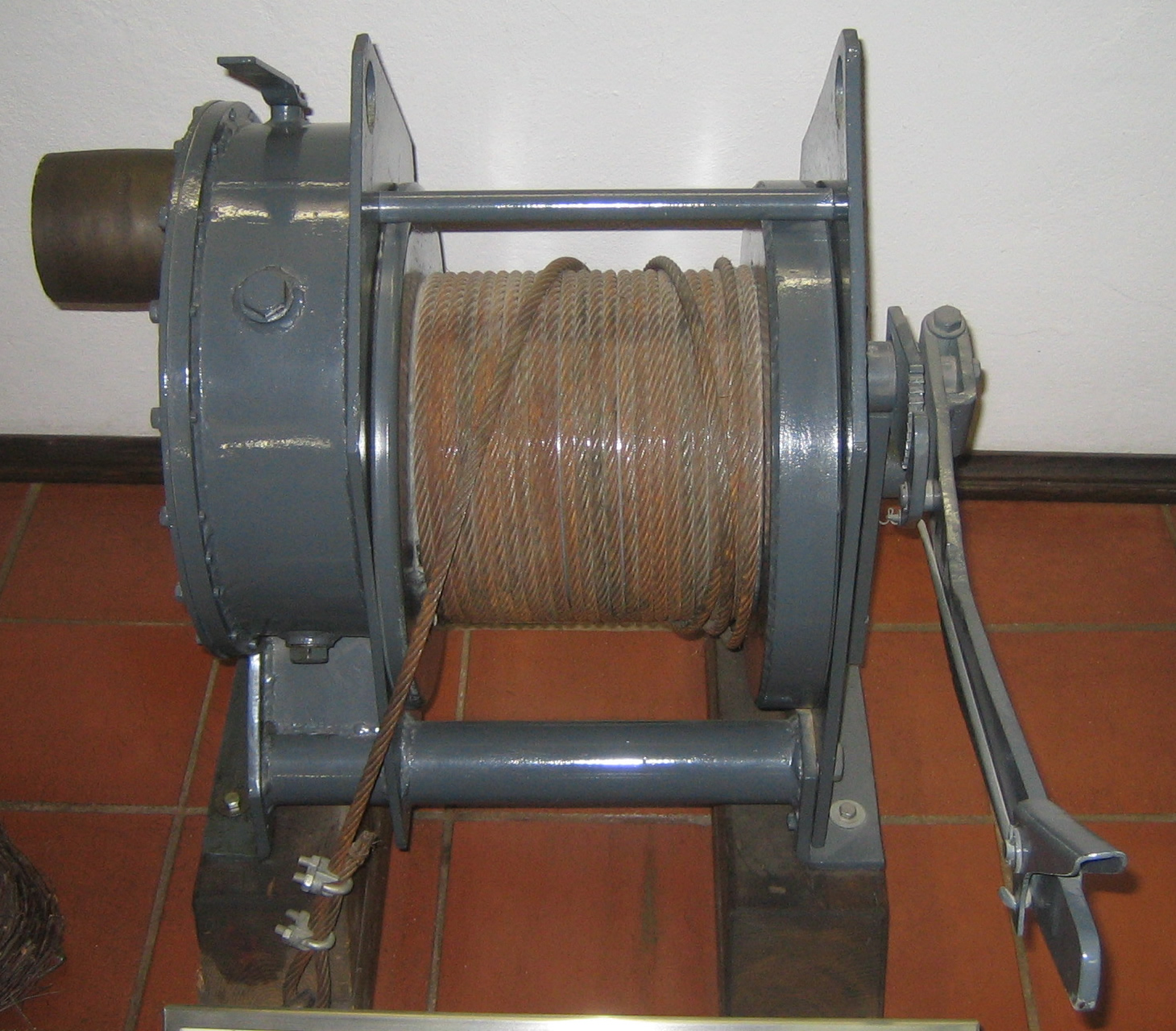
Seilwinde, ca. 1945, links Flachriemenantrieb vom Dieselmotor (4 PS)

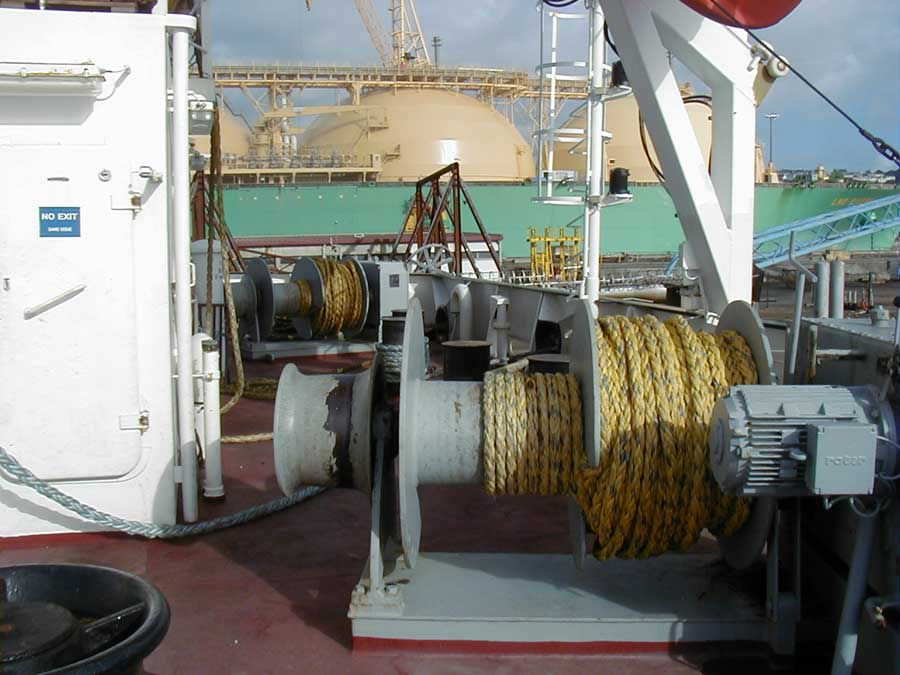
Mooringwinch auf einem Schiff

Eine Seilwinde ist eine Vorrichtung, mit der man mit Hilfe eines Seils etwas ziehen kann. Dabei wird das Seil (meist durch Muskelkraft oder einen Motor) gezogen, indem es z. B. auf einer sich drehenden zylindrischen Trommel (Winde) aufgewickelt wird.
Die Windenseile können aus Naturfasern gefertigt sein; bei schweren Lasten wird meist Stahlseil und seit jüngerer Zeit auch Plastik- bzw. Kunstfaser-Seil verwendet, beispielsweise aus langkettigem, texturiertem Polyethylen (PE-UHMW). Die Zugkraft lässt sich durch Einsatz eines Flaschenzuges steigern.

## Geschichte
Die ältesten Seilwinden scheinen an Tiefbrunnen angebracht worden zu sein, die ursprünglich als Ziehbrunnen konstruiert waren. Während bei älteren Brunnen auch Tiere (Ochsen, Esel) beim Ziehen des Brunnenseils zum Einsatz kamen, konnte die neuere platzsparende Technik des Ziehens mittels Seilwinde nur noch von Menschenhand bedient werden. Andererseits konnte ein Hemmmechanismus eingebaut werden, der das – durch versehentliches Loslassen ausgelöste – Hinunterfallen des gefüllten Schöpfeimers verhinderte. Später kamen Seilwinden mit oder ohne seitliche Treträder auch bei Kränen oder bei Militärmaschinen (z. B. bei Katapulten oder Ballisten) zum Einsatz.

## Bauformen

### Trommelwinde
Eine Trommel wird mechanisch, elektrisch oder hydraulisch angetrieben und das Seil wird darauf aufgerollt. Das Seil kann sich selbstständig verlegen, wenn die freie Strecke des Seiles vor der Trommel lang genug ist. Anderenfalls kann eine zusätzliche Seilführung zum Einsatz kommen, die das Seil Lage für Lage verlegt, indem sie es seitlich versetzt.
Bei der Trommelwinde wird die ganze Zugkraft über die Trommel auf das Seil übertragen. Die Zugkraft nimmt mit der Anzahl der Lagen auf der Trommel ab, da sie vom Antriebsdrehmoment und dem Hebelarm (Radius auf der Trommel) abhängig ist.
Zwei Trommelwinden können zu einem Differenzialflaschenzug kombiniert werden.

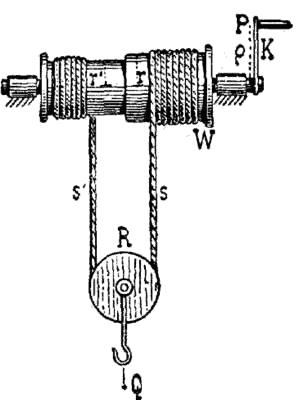
Differentialseilwinde

### Bobine
Die Bobine verwendet eine schmale Trommel, auf die ein Band oder Flachseil nicht nebeneinander, sondern nur übereinander aufgewickelt wird. Sie wird bei geringen Förderhöhen verwendet und hat den Vorteil, dass das Seil nicht seitlich veränderlich aus-/einläuft und beim Verlegen nicht beschädigt wird.

### Spill- oder Treibscheibenwinde
Winden, bei denen das Seil um ein Seilspill herumgeschlungen wird und erst dann auf einer Haspel aufgewickelt wird, werden Spillwinden oder Treibscheibenwinden genannt. Im Schiffbau ist diese Windenform auch als Winsch bekannt. Die Haspel übt nur eine Vorspannung aus, damit das Seil die notwendige Reibung am Spillkopf hat – die eigentliche Zugkraft wird vom Spill aufgebracht. Diese Winden haben über die gesamte Seillänge dieselbe Zugkraft und Seilgeschwindigkeit. Sie haben einen größeren Platzbedarf und sind wesentlich aufwendiger gebaut.
Sonderformen sind Kettenzüge.
Am modernen Segelboot wird ein Kunstfaserseil (zu Großbaum, Fock oder Spinnaker) ein- bis zweimal um ein ratschendes doch nicht angetriebenes drehhyberboloid geformtes Spill mit vertikaler Drehachse geschlungen und händisch gezogen. Eine geringe Handkraft reicht, um via Seilreibung am und Ratsche im Spill eine hohe Seilkraft zu halten. Fast völliges Lösen der Handkraft und eventuell Verringern des Umschlingungswinkels lässt das Seil zurückrutschen. Mitunter hat eine solche Spill Antrieb durch eine daneben liegende Kurbel mit eigener Ratschenkupplung, um kräftiger ziehen zu können. Siehe auch Einhandsegeln. Auf den großen Seglern des Americas Cup werden Winden von speziellen Personen paarweise mit Muskelkraft angetrieben. Die Entwicklung geht von Hand- zu Pedalkurbeln.

## Anwendungen

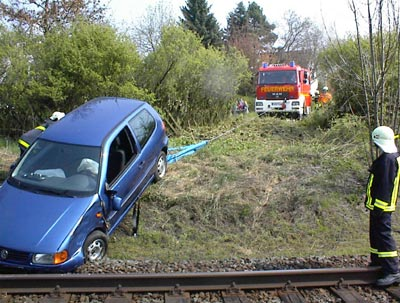
Bergung eines PKW mittels maschineller Zugeinrichtung

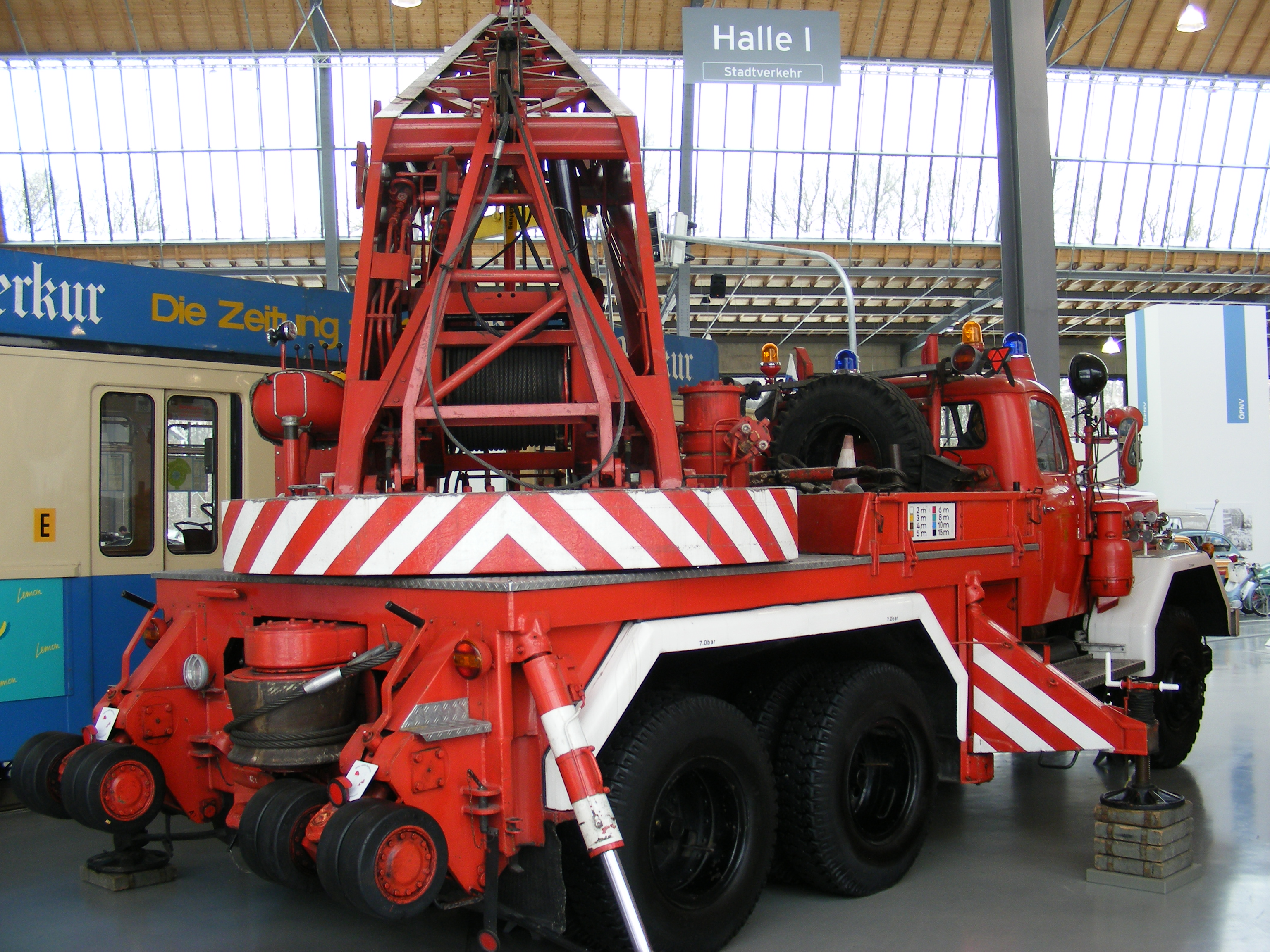
Magirus-Deutz F 250 D 25 A mit Spillwinde

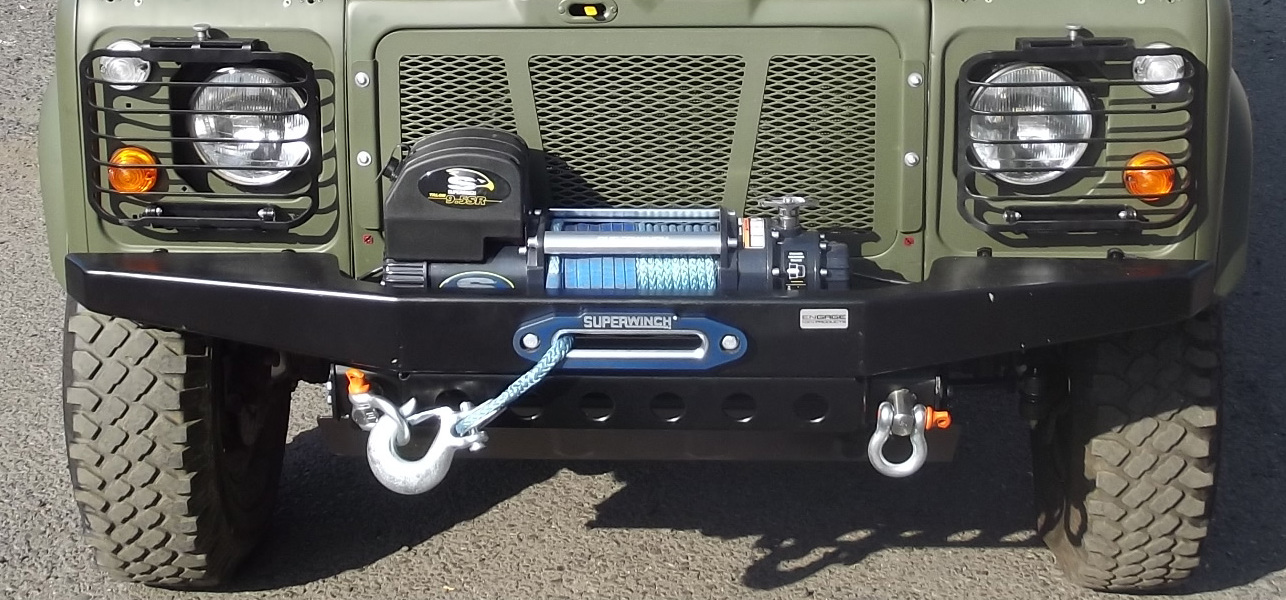
Seilwinde mit Nylonseil an einem Pkw-Geländewagen

Die Anwendungsart bestimmt die Größe und die genauere Konstruktion einer Seilwinde.

### Einbau und Betrieb in Kraftfahrzeugen (Feuerwehr, THW, Katastrophenschutz)
Winden können entweder heckseitig oder vorne am Fahrzeug angebaut sein. Bei heckseitigen Winden mit Seilabgang in Fahrtrichtung ist die Belastung des Fahrgestells günstiger, da der Rahmen auf Druck und nicht auf Zug wie bei Frontwinden belastet wird.
Bei Heckwinden wird das Seil im Fahrzeugrahmen entweder frei oder durch Rohre und Umlenkrollen nach vorne geführt. An der Vorderseite des Fahrzeuges ist entweder ein so genanntes Seilfenster mittels vier Rollen, die das Seil führen oder eine so genannte Propellerrolle (das sind zwei Umlenkrollen, die sich um 360 Grad drehen können) angebracht. Der Zugwinkel darf aber trotzdem nicht mehr als 15 Grad nach links oder rechts von der Fahrzeugachse abweichen, da sonst Schäden am Fahrgestell auftreten können und sich die Zugkraft verringert. Einige Winden werden dann automatisch über einen Schalter heruntergeschaltet und die Zugkraft wird reduziert.
Um das Seil bei der unbelasteten Winde schneller ausziehen zu können, haben die Winden meistens einen Freilauf oder einen Schnellgang. Dabei wird die Trommel durch eine Kupplung vom Antrieb getrennt und kann sich frei durchdrehen.
Die Seilgeschwindigkeit wird bei mechanischen Winden über die Motordrehzahl, bei hydraulischen über ein Steuerventil geregelt. Elektrowinden haben in der Regel keine steuerbare Geschwindigkeit.
Um eine zu hohe Belastung der Winde und des Seils zu vermeiden, sind bei hydraulischen Antrieben Überdruckventile oder bei mechanischen Winden Scherbolzen als Sollbruchstelle eingebaut. Bei modernen Winden wird die gezogene Last, in Prozent, am Bediendisplay angezeigt.
Bei der Feuerwehr werden Winden, welche fest im Fahrzeug verbaut sind, nach DIN 14 584 als maschinelle Zugeinrichtungen bezeichnet. Die maschinelle Zugeinrichtung umfasst neben der eigentlichen Seilwinde auch alle Bestandteile, welche zum sicheren Betrieb der Seilwinde benötigt werden, wie unter anderem eine Vier-Rad-Feststellbremse. Der Einsatz der maschinellen Zugeinrichtung ist in Deutschland in der Feuerwehr-Dienstvorschrift 1 geregelt, welche auch Regelungen der Unfallverhütungsvorschriften (UVV) beinhaltet.
Die übliche Zugkraft einer maschinellen Zugeinrichtung beträgt 50 kN (beispielsweise RW 1 und LF 24, beziehungsweise RF oder RLF), und sie hat eine Zuglänge von 50 bis 60 Meter. Dabei ist zu berücksichtigen, dass mehrere Seilwindungen auf der Trommel verbleiben müssen, damit die Zugkraft durch Reibung und nicht allein über das Seilschloss auf die Trommel übertragen wird.
Gesteuert werden die Windenbewegungen meistens aus technischen Gründen vom Fahrersitz aus. Es gibt allerdings auch Fernsteuerungen, mit der sich der Maschinist vom Fahrzeug wegbewegen kann und die Steuerung der Seilwinde bedient.
Auch beim Betrieb von Seilwinden ist Sicherheit das oberste Gebot. Deshalb dürfen sich die Feuerwehrangehörigen nicht im Bereich des Seiles aufhalten (1,5-fache Seillänge als Sicherheitsabstand), wenn die Winde unter Zug ist. Das Seil muss regelmäßig kontrolliert und gewartet werden. Wenn Litzen gebrochen sind oder Seilknicke auftreten, wird das Seil ausgetauscht.
Damit ein Fahrzeug die Windenleistung ausnutzen kann, muss das Fahrzeug selbst gut verankert sein. Das kann auf verschiedene Arten passieren. Die einfachste Art ist, Unterlegkeile unter die Räder zu legen. Auch eine Allradbremse kann verwendet werden oder das Fahrzeug wird beispielsweise an einem starken Baum verankert, wobei die Zugkräfte berücksichtigt werden müssen, die der Fahrzeugrahmen dabei übertragen muss.

### Hubschrauber

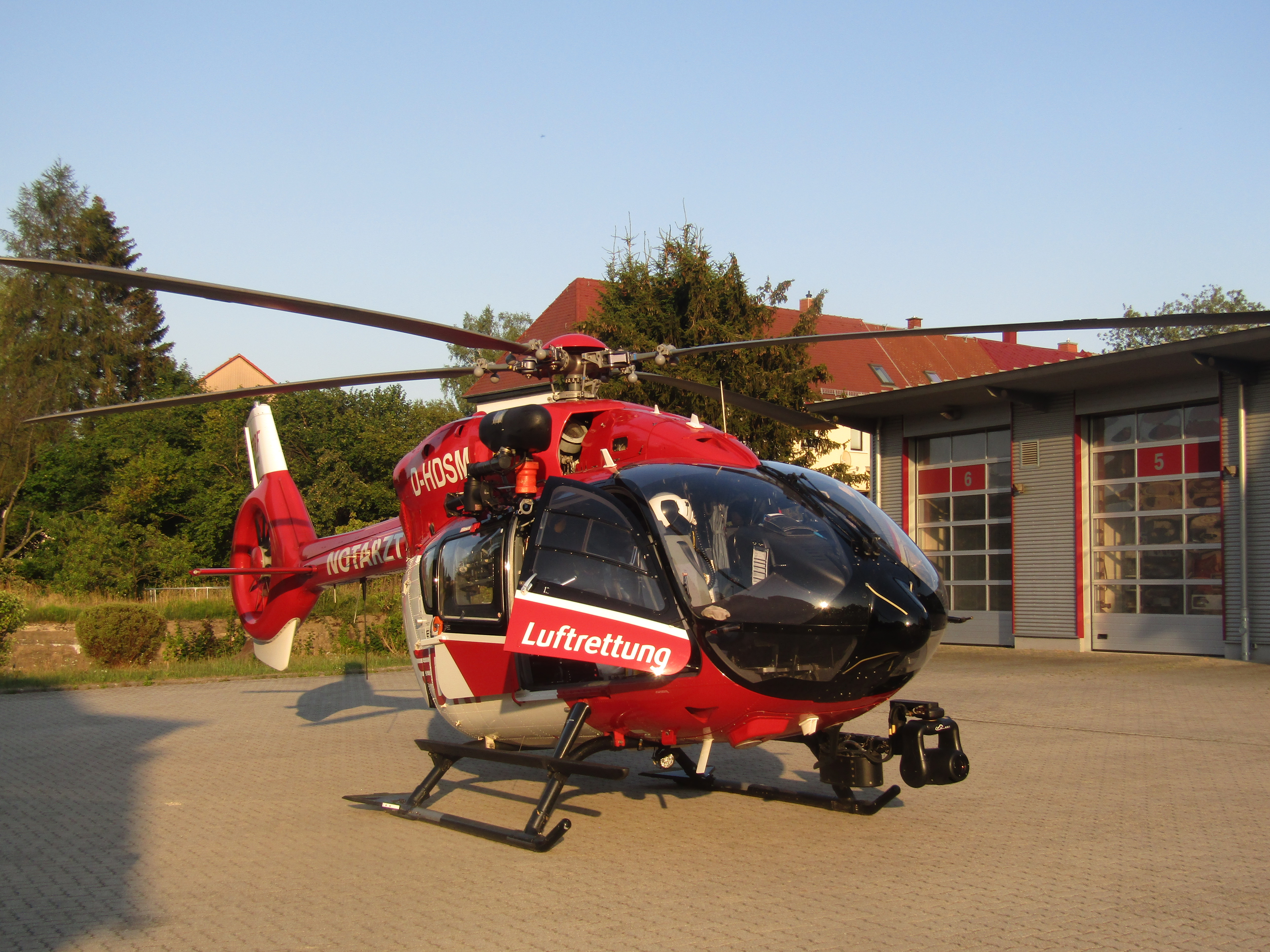
Airbus Helicopters H145 D-2 mit Rettungswinde

Rettungswinden an Hubschraubern werden vor allem dort eingesetzt, wo eine Landung oftmals nicht möglich ist.
Folgende Hubschraubertypen sind aktuell mit Rettungswinden ausgestattet:
- NH-90 NTH Sea Lion der Deutschen Marine
- Polizeihubschrauber einzelner Bundesländer
- SAR-Hubschrauber vom Typ Airbus Helicopters H145 D-2 der Bundeswehr
- Eurocopter EC135, Airbus Helicopters H135 und Airbus Helicopters H145 D-2/D-3 der ADAC Luftrettung und der DRF Luftrettung.
- EC 155, Aérospatiale AS 332, Airbus Helicopters H225 und Airbus Helicopters H135 (ZSH) der Bundespolizei bzw. des Bundesministerium des Innern.

### Weitere Anwendungen/Bauformen

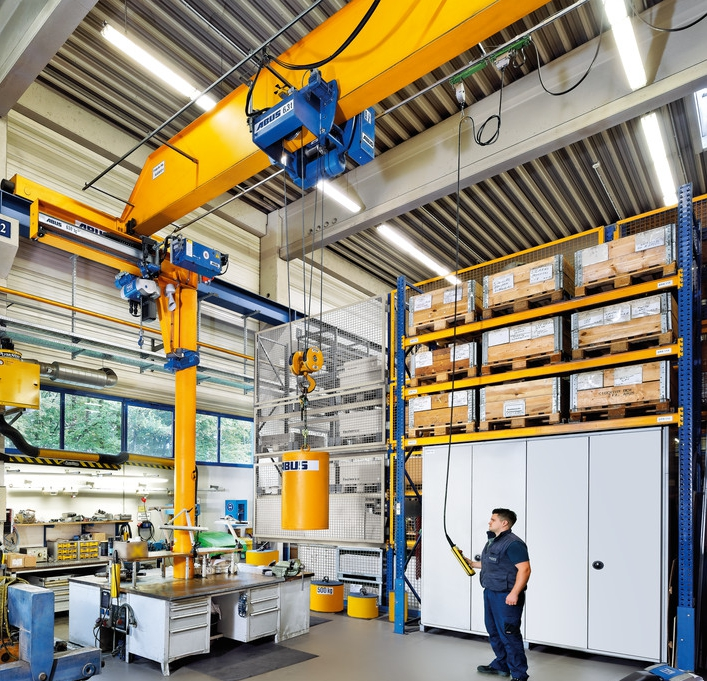
Elektroseilzug an einem Brückenkran mit einer Seilwinde.

- zum Starten von Segelflugzeugen beim Windenstart; in kleinerer Ausführung auch zum Starten von Gleitschirmen oder Hängegleitern
- zum Starten von Segelflugmodellen
- an Bergrettungsfahrzeugen unter anderem zur Rettung von Patienten
- an Geländefahrzeugen als Bergungswinde oder zur Unterstützung beim Bewältigen großer Steigungen oder beim Bewegen großer Schneemassen (Pistenfahrzeug)
- in der Forstwirtschaft als eigenständige Geräte (Forstwinde) oder als Anbaugeräte bei Traktoren
- in Elektroseilzügen in der Kran- und Hebetechnik
- für Artisten im Rahmen von Shows
- in der Schifffahrt, beispielsweise eine Ankerwinde (meist mit Kette) oder Winsch
- im Eisenbahnbetrieb zum Wagenverschub bei Anschlussgleisen
- bei Militärfahrzeugen, z. B. dem Serval oder dem Lkw Sisu SA-240
- beim Aufstieg und Einholen von Fesselballons

## Sicherheit
Bei gewerblich eingesetzten Seilwinden ist eine jährliche Sicherheitsüberprüfung U-VV Prüfung (nach Richtlinien der Berufsgenossenschaften) in Verbindung mit den VDE Vorschriften (bei Elektroseilwinden) vorgeschrieben.